# Liste der Flughäfen und Flugplätze in Malaysia
Die Liste der Flughäfen und Flugplätze in Malaysia zeigt die Flughäfen und Flugplätze des asiatischen Staates Malaysia, geordnet nach Orten.
Malaysia hat 63 Flughäfen (39 in Ost-Malaysia und 24 auf der Halbinsel Malaysia). Davon werden auf 38 Flughäfen Linienflüge betrieben, welche im Fettdruck angezeigt sind.

## Flughäfen
| Ort                                                                | Provinz               | ICAO-Code | IATA-Code | Name des Flughafens                                             | Koordinaten                  |
| ------------------------------------------------------------------ | --------------------- | --------- | --------- | --------------------------------------------------------------- | ---------------------------- |
| Alor Setar                                                         | Kedah                 | WMKA      | AOR       | Flughafen Alor Setar/ RMAF Alor Setar                           | 6° 11′ 40″ N, 100° 24′ 3″ O  |
| Hulu Selangor                                                      | Selangor              | WMBR      |           | Flugplatz Bernam River                                          | 3° 45′ 58″ N, 101° 19′ 8″ O  |
| Butterworth                                                        | Penang                | WMKB      | BWH       | RMAF Base Butterworth                                           | 5° 27′ 58″ N, 100° 23′ 28″ O |
| Bayan Lepas (near George Town, Penang)                             | Penang                | WMKP      | PEN       | Flughafen Penang                                                | 5° 17′ 50″ N, 100° 16′ 36″ O |
| Gerik                                                              | Perak                 | WMAH      |           | Militärflugplatz Gerik                                          | 5° 26′ 1″ N, 101° 7′ 26″ O   |
| Gong Kedak                                                         | Terengganu / Kelantan | WMGK      |           | RMAF Base Gong Kedak                                            | 5° 47′ 56″ N, 102° 29′ 25″ O |
| Ipoh                                                               | Perak                 | WMKI      | IPH       | Flughafen Ipoh                                                  | 4° 34′ 9″ N, 101° 5′ 35″ O   |
| Jendarata Estate, Teluk Intan                                      | Perak                 | WMAJ      |           | Flughafen Jendarata                                             | 3° 53′ 59″ N, 100° 56′ 55″ O |
| Kerteh                                                             | Terengganu            | WMKE      | KTE       | Flughafen Kerteh                                                | 4° 32′ 15″ N, 103° 25′ 36″ O |
| Kluang                                                             | Johor                 | WMAP      |           | Flughafen Kluang                                                | 2° 2′ 38″ N, 103° 18′ 27″ O  |
| Kota Bharu                                                         | Kelantan              | WMKC      | KBR       | Flughafen Kota Bharu                                            | 6° 9′ 58″ N, 102° 17′ 33″ O  |
| Kuala Terengganu                                                   | Terengganu            | WMKN      | TGG       | Flughafen Kuala Terengganu                                      | 5° 2′ 53″ N, 103° 6′ 17″ O   |
| Kuantan                                                            | Pahang                | WMKD      | KUA       | Flughafen Kuantan/ RMAF Base Kuantan                            | 3° 46′ 11″ N, 103° 12′ 34″ O |
| Langkawi                                                           | Kedah                 | WMKL      | LGK       | Flughafen Langkawi                                              | 6° 20′ 0″ N, 99° 44′ 0″ O    |
| Batu Berendam                                                      | Malakka               | WMKM      | MKZ       | Flughafen Malakka                                               | 2° 15′ 47″ N, 102° 15′ 9″ O  |
| Mersing                                                            | Johor                 | WMAU      | MEP       | Flughafen Mersing                                               | 2° 23′ 0″ N, 103° 51′ 34″ O  |
| Pulau Pangkor                                                      | Perak                 | WMPA      | PKG       | Flughafen Pangkor Airport                                       | 4° 14′ 41″ N, 100° 33′ 12″ O |
| Pulau Redang                                                       | Terengganu            | WMPR      | RDN       | Flughafen Pulau Redang                                          | 5° 45′ 55″ N, 103° 0′ 25″ O  |
| Senai (bei Johor Bahru)                                            | Johor                 | WMKJ      | JHB       | Flughafen Senai                                                 | 1° 38′ 26″ N, 103° 40′ 13″ O |
| Sepang, Kuala Lumpur                                               | Selangor              | WMKK      | KUL       | Flughafen Kuala Lumpur                                          | 2° 44′ 36″ N, 101° 41′ 53″ O |
| Sitiawan                                                           | Perak                 | WMBA      | SWY       | Flughafen Sitiawan                                              | 4° 12′ 59″ N, 100° 41′ 55″ O |
| Subang (Außenbezirke von Shah Alam, Subang Jaya und Petaling Jaya) | Selangor              | WMSA      | SZB       | Flughafen Kuala Lumpur-Sultan Abdul Aziz Shah/ RMAF Base Subang | 3° 7′ 52″ N, 101° 32′ 53″ O  |
| Sungai Besi                                                        | Kuala Lumpur          | WMKF      |           | Flughafen Simpang / RMAF Base Sungai Besi / RAF Kuala Lumpur    | 3° 6′ 41″ N, 101° 42′ 10″ O  |
| Taiping                                                            | Perak                 | WMBI      | TPG       | Flughafen Taiping (Tekah Airport)                               | 4° 51′ 49″ N, 100° 42′ 55″ O |
| Pulau Tioman                                                       | Pahang                | WMBT      | TOD       | Flughafen Tioman                                                | 2° 49′ 9″ N, 104° 9′ 36″ O   |
| Ba'kelalan                                                         | Sarawak               | WBGQ      | BKM       | Flughafen Ba'kelalan                                            | 3° 59′ 19″ N, 115° 37′ 8″ O  |
| Bario                                                              | Sarawak               | WBGZ      | BBN       | Flughafen Bario                                                 | 3° 44′ 13″ N, 115° 28′ 10″ O |
| Belaga                                                             | Sarawak               | WBGC      | BLG       | Flughafen Belaga                                                | 2° 38′ 10″ N, 113° 45′ 38″ O |
| Bintulu                                                            | Sarawak               | WBGB      | BTU       | Flughafen Bintulu                                               | 3° 7′ 27″ N, 113° 1′ 11″ O   |
| Kapit                                                              | Sarawak               | WBGP      | KPI       | Flughafen Kapit                                                 | 2° 0′ 35″ N, 112° 55′ 55″ O  |
| Keningau                                                           | Sabah                 | WBKG      | KGU       | Flughafen Keningau                                              | 5° 21′ 19″ N, 116° 9′ 54″ O  |
| Kota Kinabalu                                                      | Sabah                 | WBKK      | BKI       | Flughafen Kota Kinabalu                                         | 5° 56′ 41″ N, 116° 3′ 31″ O  |
| Kuching                                                            | Sarawak               | WBGG      | KCH       | Flughafen Kuching/ RMAF Base Kuching                            | 1° 29′ 5″ N, 110° 20′ 16″ O  |
| Kudat                                                              | Sabah                 | WBKT      | KUD       | Flughafen Kudat                                                 | 6° 55′ 27″ N, 116° 49′ 51″ O |
| Labuan                                                             | Labuan                | WBKL      | LBU       | Flughafen Labuan/ RMAF Base Labuan                              | 5° 18′ 6″ N, 115° 14′ 54″ O  |
| Lahad Datu                                                         | Sabah                 | WBKD      | LDU       | Flughafen Lahad Datu                                            | 5° 1′ 59″ N, 118° 19′ 16″ O  |
| Lawas                                                              | Sarawak               | WBGW      | LWY       | Flughafen Lawas                                                 | 4° 50′ 57″ N, 115° 24′ 10″ O |
| Terumbu Layang-Layang                                              | Sabah                 |           | LAC       | Flughafen Layang-Layang                                         | 7° 22′ 20″ N, 113° 50′ 30″ O |
| Limbang                                                            | Sarawak               | WBGJ      | LMN       | Flughafen Limbang                                               | 4° 48′ 29″ N, 115° 0′ 37″ O  |
| Long Akah                                                          | Sarawak               | WBGL      | LKH       | Flughafen Long Akah                                             | 3° 18′ 47″ N, 114° 46′ 59″ O |
| Long Banga                                                         | Sarawak               | /         | LBP       | Flughafen Long Banga                                            | 3° 11′ 0″ N, 115° 27′ 0″ O   |
| Long Geng                                                          | Sarawak               | WBGE      | /         | Flughafen Long Geng                                             | 2° 37′ 0″ N, 114° 8′ 0″ O    |
| Long Lellang                                                       | Sarawak               | WBGF      | LGL       | Flughafen Long Lellang                                          | 3° 27′ 34″ N, 115° 10′ 43″ O |
| Long Pasia                                                         | Sabah                 | WBKN      | GSA       | Flughafen Long Pasia                                            | 4° 24′ 34″ N, 115° 43′ 8″ O  |
| Long Semado                                                        | Sarawak               | WBGD      | LSM       | Flughafen Long Semado                                           | 4° 12′ 59″ N, 115° 34′ 58″ O |
| Long Seridan                                                       | Sarawak               | WBGI      | ODN       | Flughafen Long Seridan                                          | 3° 58′ 34″ N, 115° 3′ 48″ O  |
| Long Sukang                                                        | Sarawak               | WBGU      | LSU       | Flughafen Long Sukang                                           | 4° 33′ 8″ N, 115° 29′ 38″ O  |
| Marudi                                                             | Sarawak               | WBGM      | MUR       | Flughafen Marudi                                                | 4° 10′ 39″ N, 114° 19′ 19″ O |
| Miri                                                               | Sarawak               | WBGR      | MYY       | Flughafen Miri                                                  | 4° 19′ 31″ N, 113° 59′ 18″ O |
| Mukah                                                              | Sarawak               | WBGK      | MKM       | Flughafen Mukah                                                 | 2° 54′ 25″ N, 112° 4′ 30″ O  |
| Mulu                                                               | Sarawak               | WBMU      | MZV       | Flughafen Mulu                                                  | 4° 3′ 2″ N, 114° 48′ 33″ O   |
| Pamol                                                              | Sabah                 | WBKP      | PAY       | Flughafen Pamol                                                 | 5° 59′ 34″ N, 117° 23′ 47″ O |
| Ranau                                                              | Sabah                 | WBKR      | RNU       | Flughafen Ranau                                                 | 5° 57′ 29″ N, 116° 40′ 25″ O |
| Sahabat                                                            | Sabah                 | WBKH      | SXS       | Flughafen Sahabat                                               | 5° 5′ 16″ N, 119° 5′ 38″ O   |
| Sandakan                                                           | Sabah                 | WBKS      | SDK       | Flughafen Sandakan                                              | 5° 54′ 6″ N, 118° 2′ 55″ O   |
| Sapulot                                                            | Sabah                 | WBKO      | SPE       | Flughafen Sepulot                                               | 4° 42′ 44″ N, 116° 27′ 13″ O |
| Sematan                                                            | Sarawak               | WBGN      | BSE       | Flughafen Sematan                                               | 1° 48′ 49″ N, 109° 45′ 46″ O |
| Semporna                                                           | Sabah                 | WBKA      | SMM       | Flughafen Semporna                                              | 4° 26′ 59″ N, 118° 35′ 47″ O |
| Sibu                                                               | Sarawak               | WBGS      | SBW       | Flughafen Sibu                                                  | 2° 15′ 51″ N, 111° 58′ 57″ O |
| Simanggang                                                         | Sarawak               | WBGY      | SGG       | Flughafen Simanggang                                            | 2,1772° N, 111,2018° O       |
| Tanjung Manis, Mukah                                               | Sarawak               | WBGT      |           | Flughafen Tanjung Manis                                         | 2° 10′ 40″ N, 111° 12′ 7″ O  |
| Tawau                                                              | Sabah                 | WBKW      | TWU       | Flughafen Tawau                                                 | 4° 18′ 48″ N, 118° 7′ 19″ O  |
| Tommanggong                                                        | Sabah                 | WBKM      | TMG       | Flughafen Tommanggong                                           | 5° 23′ 59″ N, 118° 38′ 47″ O |

## Geschlossen
| Ort          | Provinz | ICAO-Code | IATA-Code | Name des Flughafens | Koordinaten                  |
| ------------ | ------- | --------- | --------- | ------------------- | ---------------------------- |
| Genting      | Pahang  |           | GTB       | Flughafen Genting   | 3° 33′ 0″ N, 101° 52′ 59″ O  |
| Lutong, Miri | Sarawak | WMLU      |           | Flughafen Lutong    | 4° 20′ 15″ N, 113° 59′ 39″ O |